# جائزة مارتن إينالز
جائزة مارتن إينالز للمدافعين عن حقوق الإنسان (بالإنجليزية: Martin Ennals Award for Human Rights Defenders)‏ هي جائزة تم أطلاقها في عام 1993 لتكريم المدافعين عن حقوق الإنسان وحماية الأفراد حول العالم الذين يظهرون شجاعة استثنائية في الدفاع عن حقوق الإنسان وتعزيزها. هدفها الرئيسي هو توفير حماية خاصة ("الدعاية الوقائية") للمدافعين عن حقوق الإنسان المعرضين للخطر من خلال تركيز اهتمام وسائل الإعلام الدولية على محنتهم، بشكل رئيسي من خلال الإنترنت، وخاصة في بلدهم الأصلي. وقد سميت الجائزة باسم (مارتن إينالز)، الأمين العام السابق لمنظمة العفو الدولية.
تحمل الجائزة جائزة نقدية قدرها 20000 فرنك سويسري يستخدمها الفائزون بالجائزة لدعم عملهم في مجال حقوق الإنسان. يقام الحفل السنوي في جنيف في أكتوبر بالتعاون مع بلدية مدينة جنيف. من خلال لجنة تحكيم دولية، تتكون من ممثلين عن عشر منظمات لحقوق الإنسان، يتم ترشيح فائز بالجائزة كل عام. من بين أعضاء هيئة المحلفين منظمة العفو الدولية، وهيومن رايتس ووتش، والاتحاد الدولي لحقوق الإنسان، والمنظمة العالمية لمناهضة التعذيب، وفرونت لاين ديفندرز، ولجنة الحقوقيين الدولية، وحقوق الإنسان أولاً، والخدمة الدولية لحقوق الإنسان، ودياكوني ألمانيا، وهريدوكس.

## الفائزون بالجائزة
| السنة | الاسم                                                                         |
| ----- | ----------------------------------------------------------------------------- |
| 1994  | هاري وو (الصين)                                                               |
| 1995  | عاصمة جانكير (باكستان)                                                        |
| 1996  | كليمينت ناونكاو (نيجيريا)                                                     |
| 1997  | صموئيل رويز (المكسيك)                                                         |
| 1998  | إياد السراج (فلسطين)                                                          |
| 1999  | ناتاشا كانديس (يوغوسلافيا)                                                    |
| 2000  | Immaculée Birhaheka (جمهورية الكونغو الديمقراطية)                             |
| 2001  | جسور السلام الدولية (كولومبيا)                                                |
| 2002  | Jacqueline Moudeina (تشاد)                                                    |
| 2003  | Alirio Uribe Muñoz (كولومبيا)                                                 |
| 2004  | ليديا يوسوبوفا (روسيا)                                                        |
| 2005  | أكثم نعيسة (سوريا)                                                            |
| 2006  | أكبر غانجي (ايران) و ارنولد تسولنكا (زيمبابوي)                                |
| 2007  | راجان هوولي, كابالاستنهام سريثران (سريلانكا) و بيرري كلافر مبونيمبا (بوروندي) |
| 2008  | موتابر تادجيبايفا (أوزبكستان)                                                 |
| 2009  | أماديدين باهجي (ايران)                                                        |
| 2010  | مهند الحسني (سوريا)                                                           |
| 2011  | كاشا ناباكيسيرا (أوغندا)                                                      |
| 2012  | ليون سورفيث (كامبوديا)                                                        |
| 2013: | جوينت موبيل كروب (روسيا)                                                      |
| 2014  | الكساندرا انشييتا (المكسيك)                                                   |
| 2015  | أحمد منصور (الامارات العربية المتحدة)                                         |
| 2016  | إلهام توختي (الصين)                                                           |
| 2017  | محمد زاري (مصر)                                                               |
| 2019  | عبد العزيز محمد (السودان)                                                     |
| 2020  | هدى الصراري (اليمن)                                                           |
| 2022  | عبدالهادي الخواجة (البحرين)                                                   |

## روابط خارجية
- Martin Ennals Award website